# Lambersart
Lambersart là một xã ở tỉnh Nord trong vùng Hauts-de-France, Pháp.

## Twin towns
- Southborough, United Kingdom since 1992[1]